# Marguerite Steinheil

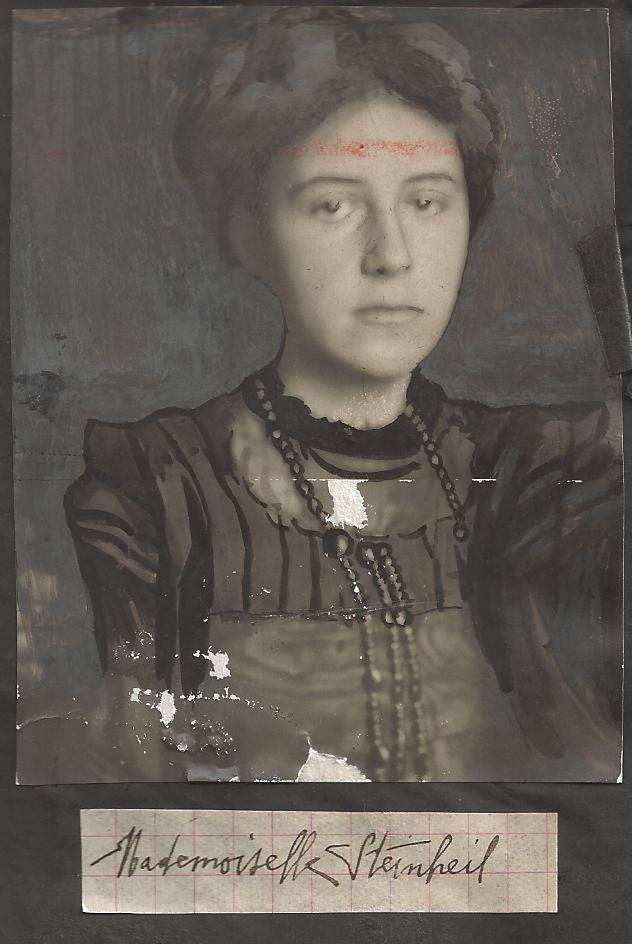
Marguerite Steinheil als junge Frau

Marguerite Jeanne „Meg“ Steinheil, geborene Japy (* 16. April 1869 in Beaucourt (Territoire de Belfort); † 17. Juli 1954 in Hove, Sussex) war eine französische Salonnière. Sie war die Mätresse des Staatspräsidenten Félix Faure, der 1899 beim Liebesspiel mit ihr starb. In der sogenannten Affaire Steinheil um den Mord an ihrem Ehemann, dem Maler Adolphe Steinheil, und ihrer Mutter im Jahr 1908 wurde sie freigesprochen.

## Leben
Marguerite Japy stammte aus einer wohlhabenden Industriellenfamilie, deren Fabriken in Beaucourt u. a. Uhren, Schreibmaschinen und Pumpen herstellten. Ihr Vater war Édouard Louis Japy (1832–1888), ihre Mutter Émilie Rau. Sie genoss die standesgemäße Erziehung einer höheren Tochter und konnte auf einem Ball der Garnison ihrer Heimatstadt debütieren.
Als sie 1889 – anlässlich eines Balls dieser Garnison – verdächtigt wurde, eine Affäre mit einem Offizier zu haben, wurde sie von ihren Eltern zusammen mit ihrer älteren Schwester nach Bayonne in die Sommerfrische geschickt. Dort lernte sie den Maler Adolphe Steinheil kennen, einen Neffen des Malers Jean-Louis-Ernest Meissonier. Sie heirateten ein Jahr später, am 9. Juli 1890, in Beaucourt und hatten miteinander eine Tochter.
Das Ehepaar Steinheil ging nach Paris und ließ sich im Impasse Ronsin (15. Arrondissement) nieder. Die Einladungen der Familie Steinheil entwickelten sich bald schon zu einem beliebten Treffpunkt eines literarischen Salons: regelmäßige Gäste waren u. a. François Coppée, Charles Gounod, René Lalique, Ferdinand de Lesseps, Pierre Loti, Jules Massenet und Émile Zola.

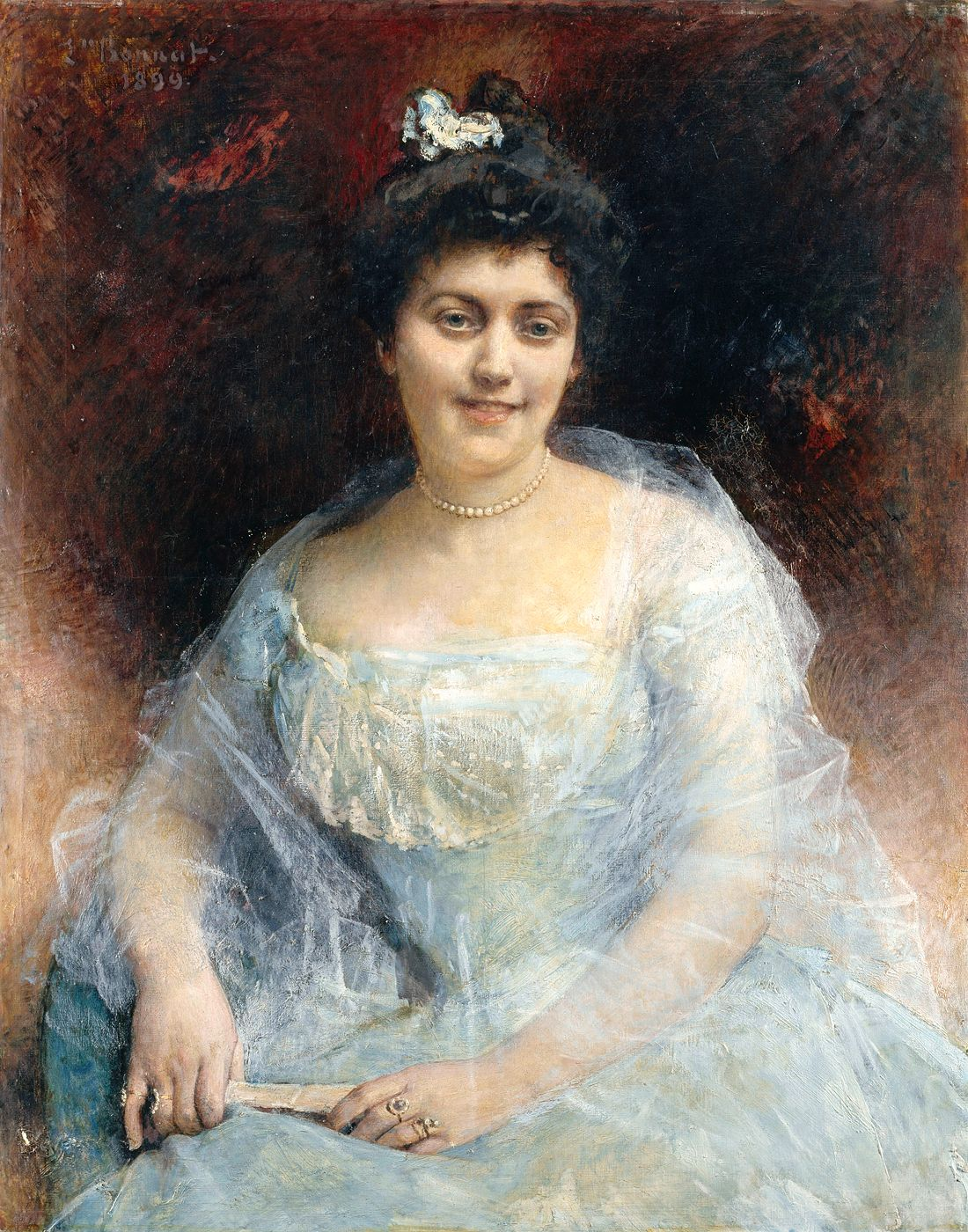
Gemälde von Léon Bonnat (1899)

Ihr Ehemann wurde im Jahr 1897 vom französischen Staatspräsidenten Félix Faure nach Chamonix (Département Haute-Savoie) eingeladen. Bei diesem Treffen um einen Staatsauftrag lernte Marguerite Steinheil Félix Faure kennen und wurde bei einem weiteren Besuch Faures im Steinheilschen Atelier seine Geliebte.
Bekannt wurde sie, weil sie als dessen Mätresse in pikanter Weise – im Jahr 1899 – an seinem Ableben beteiligt war: Faure traf sich zwischen zwei Sitzungen mit Steinheil im Blauen Salon des Élysée-Palasts; beim Oralverkehr erlitt er dann einen Gehirnschlag, an dessen Folgen er noch am gleichen Abend starb. Marguerite Steinheil erhielt daraufhin den Beinamen „la Pompe Funèbre“ (französisch wörtlich: „die Bestattungspumpe“, in Anspielung auf „les Pompes funèbres“, den Begriff für ein Beerdigungsinstitut). Im selben Jahr schuf der französische Maler Léon Bonnat ein großformatiges Ölgemälde von Marguerite Steinheil.
Am 31. Mai 1908 wurden ihr Mann Adolphe und ihre Stiefmutter Madame Japy, die zu Besuch war, in der Pariser Wohnung der Steinheils tot aufgefunden. Madame Japy hatte einen Herzanfall, Adolphe Steinheil wurde erdrosselt. Marguerite Steinheil schilderte in einem Offenen Brief vom 30. Oktober 1908, den die Zeitung L’Écho de Paris veröffentlichte, was sie unternommen habe, um den Mörder zu finden. Sie beschuldigte mehrere Personen des Mordes. Als sich deren Unschuld erwies, wurde sie am 25. November 1908 selbst verhaftet. Marguerite wurde des Mordes angeklagt. Der Prozess erregte großes Aufsehen, u. a. weil dabei viele ihrer Verehrer namentlich bekannt wurden. Am 14. November 1909 wurde sie freigesprochen.

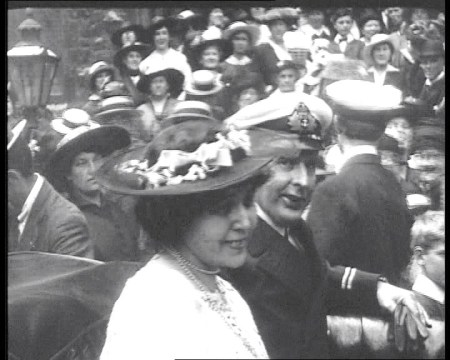
Steinheil 1917 bei ihrer Hochzeit mit Baron Abinger

Später lebte sie in London unter dem Namen Mme. de Serignac. Dort heiratete sie am 26. Juni 1917 Robert Brooke Campbell Scarlett, 6th Baron Abinger (1876–1927) und wurde Lady Abinger.
Sie starb am 18. Juli 1954 in einem Altersheim in Hove.

## Schriften
- Mes mémoirs. Ramblot, Paris 1912.

## Film
- Jean-Pierre Sinapi (Regie): La maîtresse du président. 2009 für France 3.[6]